# Javed Hashmi
Makhdoom Muhammad Javed Hashmi (en ourdou : مخدوم محمد جاوید ہاشمی), ou simplement Javed Hashmi (né le 1er janvier 1948 à Multan) est un écrivain et homme politique pakistanais. Élu plusieurs fois député, il est un membre important de la Ligue musulmane du Pakistan (N) et a rejoint le Mouvement du Pakistan pour la justice de 2011 à 2014.

## Biographie

### Jeunesse et éducation
Javed Hashmi est diplômé de l'Université du Pendjab en science politique. En dehors de ses activités politiques, il est aussi l'auteur de plusieurs livres de géopolitique. 

### Carrière politique

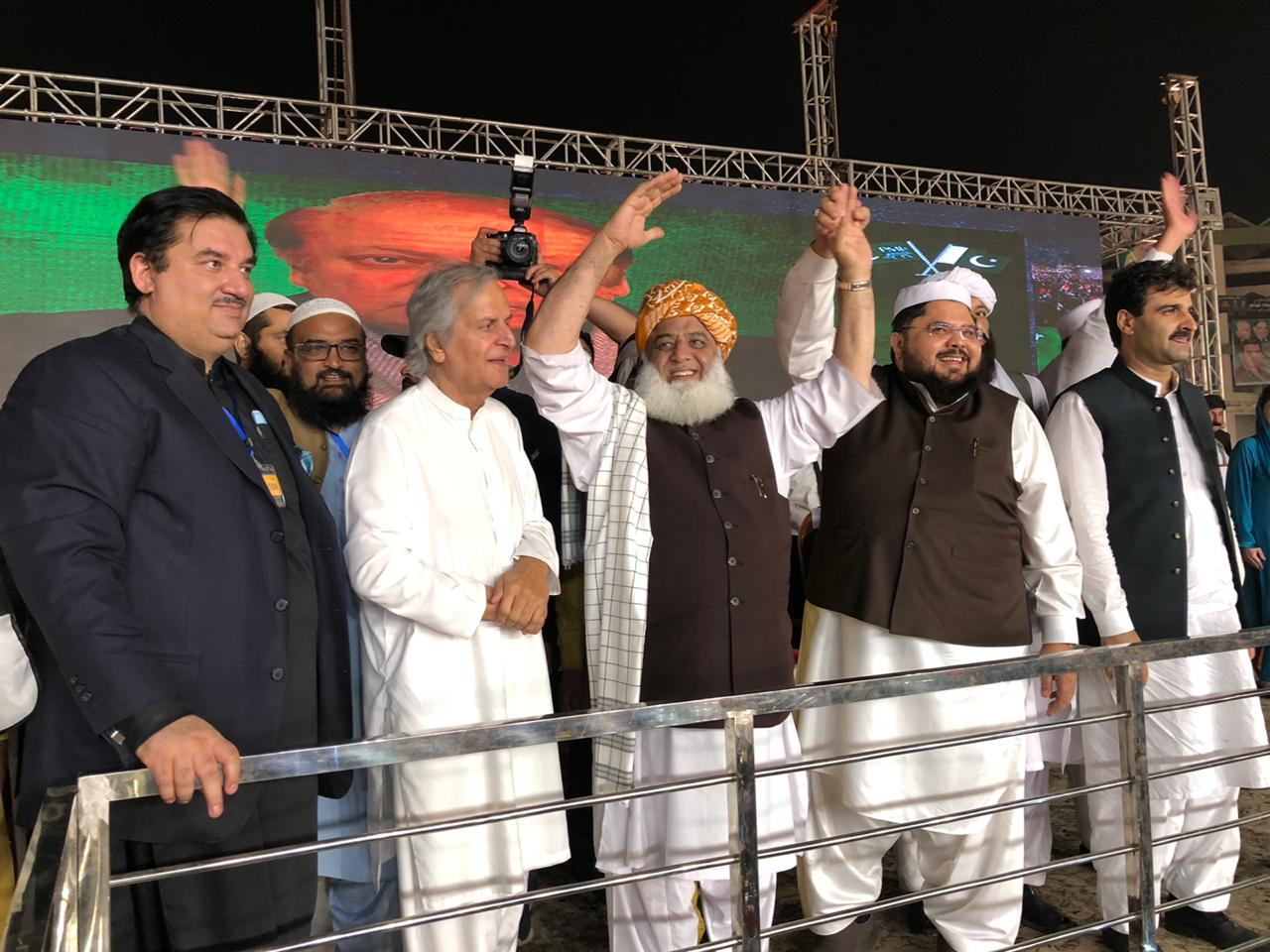
Javed Hashmi lors d'un rassemblement du Mouvement démocratique pakistanais, en 2020.

Javed Hashmi commence sa carrière politique en 1985, sous le régime du général Muhammad Zia-ul-Haq. Il rejoint la Ligue musulmane du Pakistan (N) en 1988, à la fin de la dictature.
Il a été élu député lors des élections de 1985, des élections législatives de 1990, de 1997, de 2008 et enfin de 2013.
Il est ministre de la jeunesse pendant moins de deux mois en 1993, alors que le Premier ministre Nawaz Sharif est démis de ses fonctions par le président et que de nouvelles élections ont lieu.
Durant le second mandat de Premier ministre de Nawaz Sharif, il est ministre de la santé pendant environ deux ans et huit mois. Il perd son poste en 1999 quand le coup d’État du chef de l'armée Pervez Musharraf renverse Nawaz Sharif.
Durant les années 2000, il s'oppose au pouvoir du président Pervez Musharraf. Il est arrêté le 29 octobre 2003 et condamné à 23 ans de prison pour « incitation à la mutinerie au sein de l'armée, forgerie et diffamation ». Il est libéré par la Cour suprême le 3 août 2007.
En 2011, il quitte son parti qui est alors le principal de l'opposition, pour rejoindre le Mouvement du Pakistan pour la justice, un petit parti en pleine ascension. Lors des élections législatives de 2013, il est élu dans la première circonscription de la capitale Islamabad à l'Assemblée nationale. Il remporte environ 44 % des voix face à 52 autres candidats, battant le candidat de la Ligue musulmane du Pakistan (N) qui obtient 31 %. De 2012 à 2014, il est président du mouvement.
Javed Hashmi entre en conflit avec son nouveau parti durant l'été 2014, quand il défend Nawaz Sharif alors qu'Imran Khan lance une marche de protestations contre lui, dénonçant des fraudes électorales. Hashmi est exclu du parti en septembre 2014. En mai 2018, il annonce rejoindre de nouveau la Ligue musulmane de Nawaz, qui est alors au pouvoir mais largement fragilisée. Il ne se présente toutefois pas aux élections législatives de 2018, retirant sa candidature au dernier moment alors que son parti choisi de présenter d'autres candidats contre lui.